# Patricia Urquiola
Patricia Urquiola (ur. 1961 w Oviedo) – współczesna architekt i twórca wzornictwa.
Patricia Urquiola studiowała architekturę w Madrycie oraz na politechnice w Mediolanie, gdzie zdobyła tytuł architekta, ucząc się u współczesnego twórcy architektury Achille Castilioniego. W latach 1990 – 1992 odgrywała rolę asystenta profesora w Milan Polytechnic oraz w Ecole Nationale Superieure de Creation Industrielle w Paryżu.
W 1991 rozpoczęła pracę w mediolańskim biurze rozwoju produktu firmy De Padova, współpracując z mistrzem włoskiego wzornictwa – Vico Magistrettim. W 1998 rozpoczęła współpracę, jako dyrektor artystyczny, z włoską firmą Moroso. Wtedy to zdobyła uznanie nie tylko środowiska architektów, ale także szerokiego grona odbiorców.
W 2001 otworzyła własne studio w Mediolanie, zajmujące się wzornictwem, instalacjami i architekturą. Obecnie pracuje dla firm B&B Italia, Driade, Alessi, Cassina i Moroso. Z firmą Hansgrohe zrealizowała jeden ze swoich najważniejszych projektów – wizję metaforycznej łazienki (w ramach projektu Axor WaterDream). Jej kontynuacją była linia łazienkowa Axor Urquiola.
Patricia Urquiola wystawiała swoje prace z zakresu wzornictwa podczas Światowych Dni Innowacji w Poznaniu (październik 2009).